# Abolicja podatkowa

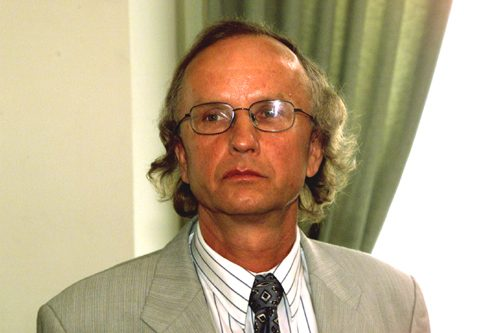
Grzegorz Kołodko

Abolicja podatkowa – ustawa dotycząca sfery podatkowej, której ideą było darowanie podatnikom zatajonych należności podatkowych, w zamian za przyznanie się i dokonanie wpłaty części ujawnionych oszustw podatkowych.
Pomysłodawcą tejże ustawy był Grzegorz W. Kołodko, który w 2002 roku rozpoczął szereg działań, mających przyczynić się do szybkiego i skutecznego  opanowania kryzysu finansów publicznych, a w efekcie nadania jemu cech czynnika wzrostu gospodarczego.
Ustawa o abolicji podatkowej miała przyczynić się do wyjścia przedsiębiorców z pogłębiającej się szarej strefy podatkowej. Zachętę dla podatników /dłużników podatkowych/ miało stanowić rozwiązanie, zgodnie z którym ujawnione dochody byłyby opodatkowane w wartości 7,5% od wartości niezapłaconych budżetowi należności. Jednocześnie w przypadku nieskorzystania z tej oferty państwa, zaostrzona miała zostać represyjność skarbowa. Wówczas ujawnione przez aparat skarbowy ukrywane dochody zostałyby karnie opodatkowane w wartości 75% od podstawy. 
Powyższy projekt przyjął formę ustawy, którą przyjął Sejm, zmieniając jednak stawkę podatkową dla ujawnionych dochodów z 7% na 12%. W związku z występującymi wątpliwościami w różnych środowiskach, ustawa została skierowana do Trybunału Konstytucyjnego, który orzekł jej niezgodność z  ustawą zasadniczą. Główna teza Trybunału Konstytucyjnego sprowadzała się do tego, iż projekt ten naruszał zasadę równości obywateli wobec prawa. Trybunał uznał, że obywatele, którzy płacili podatki zgodnie z literą prawa nie mogą być traktowani inaczej (to znaczy gorzej) niż grupa naruszająca przepisy podatkowe (paradoksalnie to właśnie ta część społeczeństwa miała korzystać z przywileju niższych opłat podatkowych).